# Tren Ecológico de la Selva
| Regenwaldökologiebahn bzw. Wasserfallbahn |                     |                                              |                                              |
| Streckenverlauf |                     |                                              |                                              |
| Streckenlänge: | 7 km                |                                              |                                              |
| Spurweite: | 600 mm (Schmalspur) |                                              |                                              |
| Minimaler Radius: | 37 m                |                                              |                                              |
| |                     |                                              |                                              |
| \| \| 0 \| Estación Central Besucherzentrum \| Estación Central Besucherzentrum \| \| \| \| Estación Cataratas Wasserfälle \| \| \| \| 7 \| Estación Garganta del Diablo Teufelsschlucht \| Estación Garganta del Diablo Teufelsschlucht \| |                     |                                              |                                              |
| Kopfbahnhof Streckenanfang | 0                   | Estación Central Besucherzentrum             | Estación Central Besucherzentrum             |
| Bahnhof |                     | Estación Cataratas Wasserfälle               | Estación Cataratas Wasserfälle               |
| Kopfbahnhof Streckenende | 7                   | Estación Garganta del Diablo Teufelsschlucht | Estación Garganta del Diablo Teufelsschlucht |

Der Tren Ecológico de la Selva (Ökologische Regenwald-Bahn) oder Tren de las Cataratas (Wasserfälle-Bahn) ist eine 2001 eröffnete und sieben Kilometer lange Touristik-Schmalspurbahn mit einer Spurweite von 600 mm im Nationalpark Iguazú in der Provinz Misiones in Argentinien.

## Betrieb
Die Strecke verbindet das Besucherzentrum des Nationalparkes mit zwei Zugangsstellen zu den Wasserfällen. Es sind mehrere Wendezugeinheiten vorhanden, die dank mehrerer Kreuzungsstellen und des zweigleisigen Abschnittes zwischen dem Besucherzentrum und dem Bahnhof Cataratas gleichzeitig verkehren können. Jeder Zug kann bis zu 150 Passagiere vom Besucherzentrum über die Station Cataratas (Wasserfälle) zur Station Garganta del Diablo (Teufelsschlucht) transportieren. Das Transportaufkommen beträgt etwa 900.000 Fahrgäste pro Jahr.
Die Lokomotiven und Wagen wurden in England von Alan Keef Ltd in Ross-on-Wye gebaut. Sie sind grün lackiert, jeder Zug besteht aus einer Propangaslokomotive und bis zu fünf seitlich offenen, vierachsigen Wagen mit Holzsitzen, von denen aus die Fahrgäste direkten Kontakt zum Wald haben.
Die Gleise verlaufen entlang des Río Iguazú. Die Fahrt dauert bei einer Geschwindigkeit von bis zu 20 km/h etwa 25 Minuten. In Zeiten mit starkem Besucheraufkommens wird der Betrieb im Bahnhof Cataratas gebrochen. Vom Bahnhof Garganta del Diablo (Teufelsschlucht) führt ein etwa 600 Meter langer Steg über den Río Iguazú oberhalb der Wasserfälle zu einer Aussichtsplattform am Rand des 90 Meter hohen Wasserfalls Garganta del Diablo.

## Schienenfahrzeuge
Die Züge verkehren als Wendezug, die Lokomotiven laufen in der Regel auf der Seite Garganta del Diablo. Die Wagenzüge bestehen in der Regel aus drei bis fünf Personenwagen. Die zweiachsigen Lokomotiven der Bauart K80 von Alan Keef sind mit einem mit flüssiggasbetriebenen Ford-Motor CSG 649 ausgerüstet, der 60 kW bei 2000 min−1 leistet. Der Geräuschpegel von 70/80 Dezibel wird (in einem Meter Abstand gemessen) nicht überschritten.
Die rollstuhlgerechten, halboffenen Wagen haben jeweils 42 bis 50 Sitzplätze.
Mittlerweile sind auch zwei Akkulokomotiven im Einsatz.

## Gleisbau

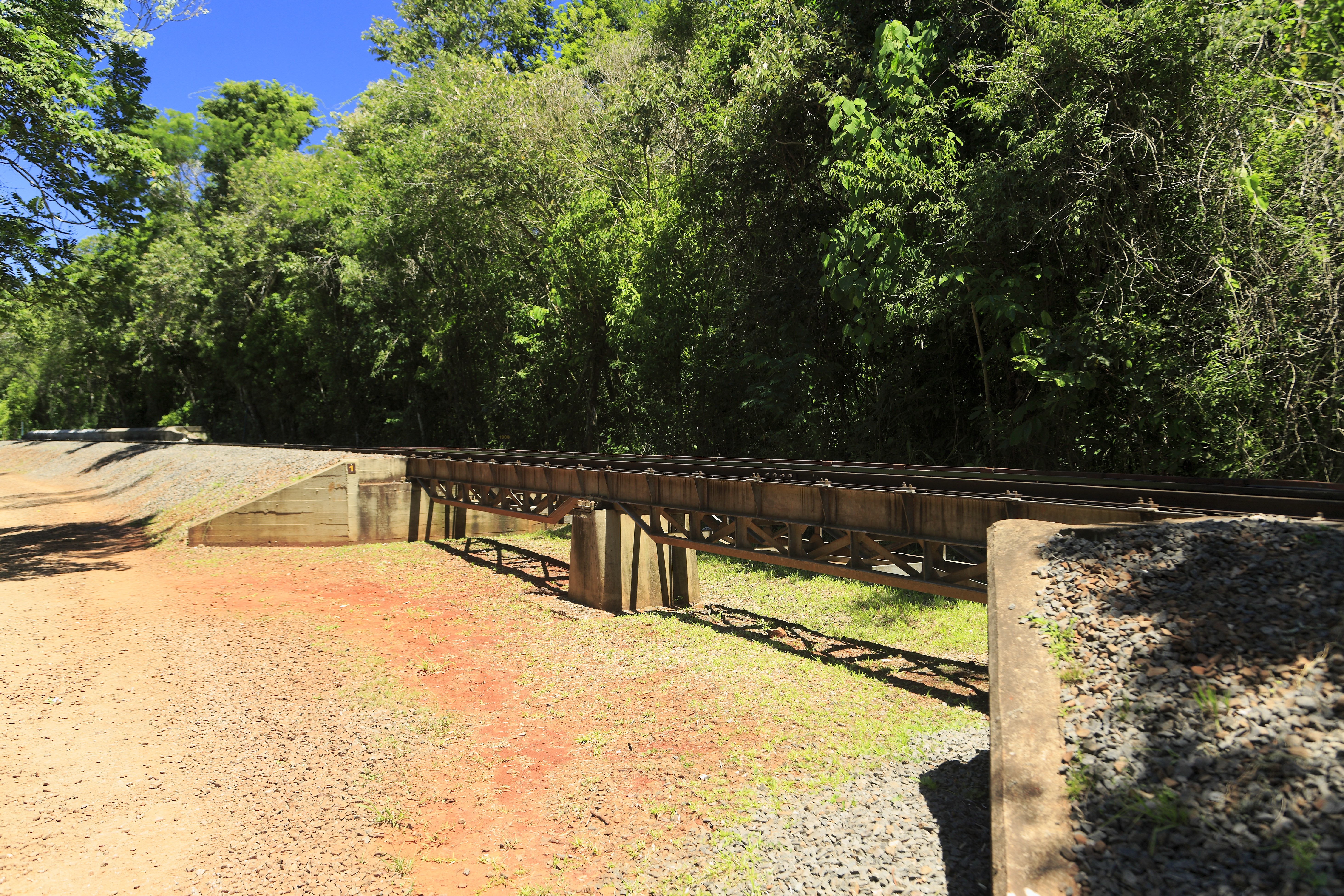
Flutbrücke zwischen Cataratas und Garganta del Diablo

Die jeweils 7,50 m langen Decauville-Schienen mit einer Spurweite von 600 mm stammen aus Südafrika und haben ein Metergewicht von 15 kg/m. Der Mindestradius beträgt 37 m. Die Schwellen weisen die Maße 1,20 × 0,10 × 0,12 m auf, sie bestehen aus Quebracho-Colorado-Hartholz und sind im Abstand von 0,85 m verlegt. Es gibt 17 Brücken, unter denen sowohl Wasser als auch Wildtiere die Bahn unterqueren können (Amphibiendurchlässe und Biotopverbund-Unterführungen).